# Bliżyn (gemeente)
De gemeente Bliżyn is een landgemeente in het Poolse woiwodschap Święty Krzyż, in powiat Skarżyski. De zetel van de gemeente is in Bliżyn.

## Oppervlakte gegevens
In 2002 bedroeg de totale oppervlakte van gemeente Bliżyn 140,88 km², waarvan:
- agrarisch gebied: 27%
- bossen: 68%

De gemeente beslaat 37,27% van de totale oppervlakte van de powiat.

## Demografie
Op 30 juni 2004 telde de gemeente 8662 inwoners.
| Omschrijving                   | Totaal | Totaal | Vrouwen | Vrouwen | Mannen | Mannen |
| ------------------------------ | ------ | ------ | ------- | ------- | ------ | ------ |
| eenheid                        | aantal | %      | aantal  | %       | aantal | %      |
| inwoners                       | 8662   | 100    | 4424    | 51,1    | 4238   | 48,9   |
| bevolkingsdichtheid (inw./km²) | 61,5   | 61,5   | 31,4    | 31,4    | 30,1   | 30,1   |

In 2002 bedroeg het gemiddelde inkomen per inwoner 1248,6 zł.

## Administratieve plaatsen (sołectwo)
Bliżyn, Brzeście, Bugaj, Drożdżów, Gilów, Gostków, Górki, Jastrzębia, Kopcie, Kucębów, Mroczków, Nowki, Nowy Odrowążek, Odrowążek, Płaczków, Sobótka, Sołtyków, Sorbin, Ubyszów, Wojtyniów, Wołów, Zagórze, Zbrojów

## Aangrenzende gemeenten
Chlewiska, Łączna, m. Skarżysko-Kamienna, Stąporków, Suchedniów, Szydłowiec, Zagnańsk,